# Masquerade (album d'Eric Saade)
Pour les articles homonymes, voir Masquerade.
Albums de Eric Saade
Saade Vol. 1
(2011)
Singles
1. Sleepless
2. Manboy
3. Break of Dawn

Masquerade est le premier album studio du chanteur suédois Eric Saade, sorti le 19 mai 2010.

## Singles
- "Sleepless" fut le premier single extrait de l'album.
- "Manboy" servit de deuxième single. C'est avec cette chanson qu'Eric Saade participa au Melodifestivalen 2010 où il termina à la troisième place. Manboy arriva jusqu'au sommet des charts suédois.
- "Break of Dawn" fut le troisième et dernier single de l'album.
- Des clips furent aussi réalisés pour "Masquerade" et "It's Gonna Rain", bien qu'ils n'aient pas servi de singles officiels.

## Version originale
| No  | Titre                    | Auteur                                                                                 | Durée |
| --- | ------------------------ | -------------------------------------------------------------------------------------- | ----- |
| 1.  | Masquerade               | Eric Saade, Anton Malmberg Hård af Segerstad & Tony Malm                               | 3:43  |
| 2.  | Upgrade                  | Alexander Jonsson, Björn Djupström & Charlie Mason                                     | 3:08  |
| 3.  | Break of Dawn            | Eric Saade & Fredrik Kempe                                                             | 3:31  |
| 4.  | It's Gonna Rain          | Fredrik Kempe                                                                          | 3:55  |
| 5.  | Manboy                   | Fredrik Kempe & Peter Boström                                                          | 3:00  |
| 6.  | Say It                   | Gustav Efraimsson, Hayden Bell & Sarah Lundbäck                                        | 3:34  |
| 7.  | Sleepless                | Fredrik Kempe & Peter Boström                                                          | 3:24  |
| 8.  | I'll Be Alright          | Eric Saade, Dimitri Stassos, Mikaela Stenström & Jason Gill                            | 3:17  |
| 9.  | Radioactive              | Dimitri Stassos & Mikaela Stenström                                                    | 3:57  |
| 10. | Why Do We Need Fashion!? | Eric Saade, Anton Malmberg Hård af Segerstad & Niclas Lundin                           | 3:18  |
| 11. | It's Like That With You  | Alexander Kronlund, Stephanie Bentley, Gustav Efraimsson, Hayden Bell & Sarah Lundbäck | 4:32  |

## Classements
| Classement (2010) | Meilleure position |
| ----------------- | ------------------ |
| Suède             | 2                  |

## Certifications
| Pays  | Certification |
| ----- | ------------- |
| Suède | Or            |